# Asen I.
Asen I. (bulharsky: Иван Асен I, Ivan Asen I., někdy také Asěn I., Ivan Asěn I., či výjimečně Jan Asěn I.; †1196), pocházející z bojarského rodu Asenovců, byl jedním z osvoboditelů Bulharska od byzantské nadvlády a bulharským carem v letech 1185–1196 (samostatně od roku 1187 nebo 1190).

## Život

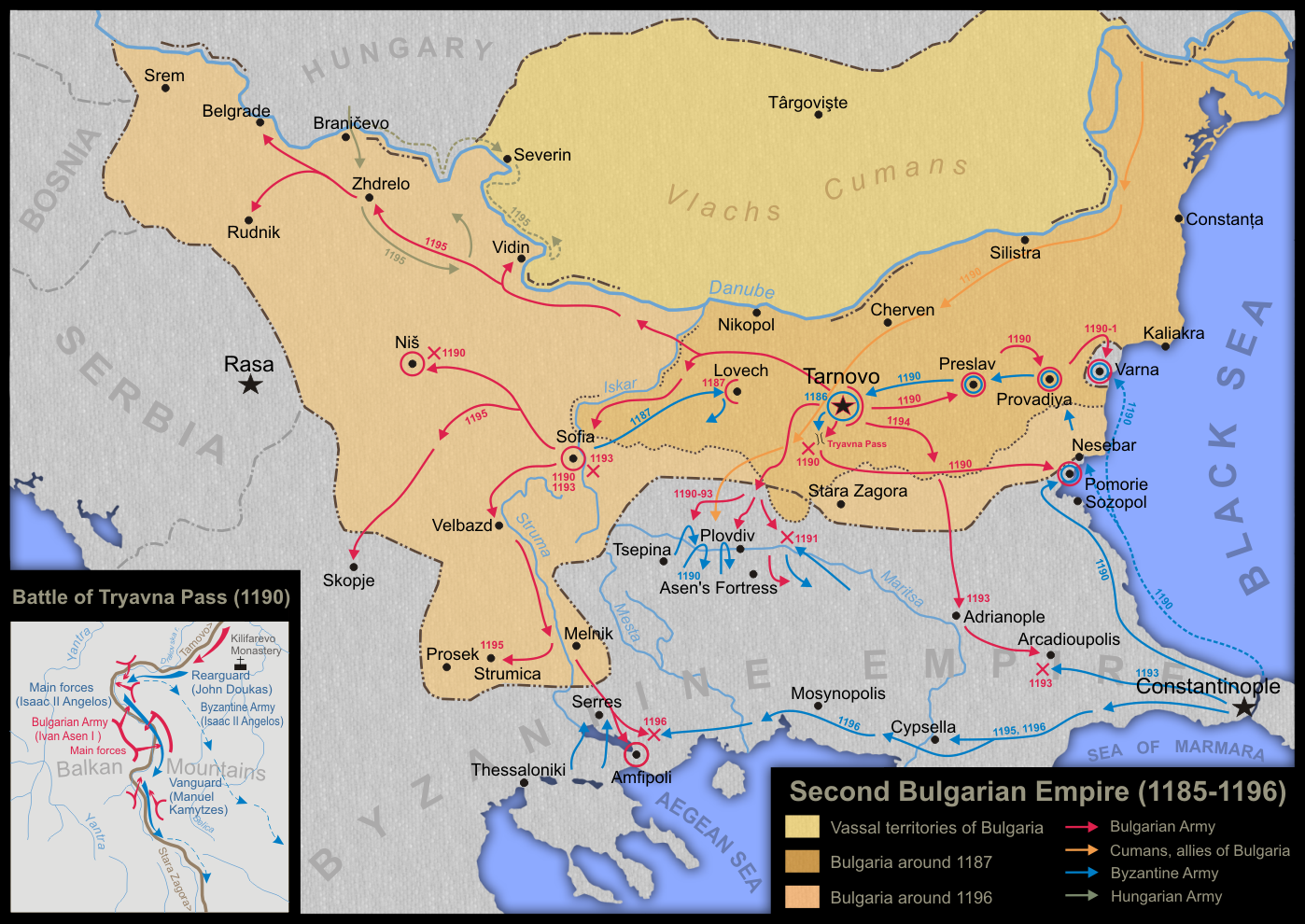
druhé carství během vlády Asena I.

Asen se spolu se starším bratrem Todorem dostal do povědomí roku 1185, když se oba bratři postavili do čela bojarského protibyzantského povstání na severu země. Roku 1180 totiž zemřel byzantský císař Manuel I. Komnenos a po jeho smrti se Byzanc dostala do krize během poručnické vlády za nezletilého Alexia II., která byla svržena roku 1183 Andronikem Komnenem, který byl ale sám popraven roku 1185. Nový císař Isaakios II. Angelos neudržel moc ve svých rukách. Právě slabosti Isaakia II. hodlali bratři využít a byli úspěšní: koncem října 1185 bylo vyhlášeno „druhé carství“ se sídlem v Tarnovu a starší z bratrů, Todor, byl jako Petr (Petăr) II. korunován carem a Asena přibral za spoluvládce. Isaakios II. reagoval a vyslal proti Asenovcům vojevůdce Alexia Branase, který však nezaútočil na Bulharsko, ale obrátil se proti Isaakiovi, ale byl poražen a popraven. Isaakios se tedy rozhodl táhnout do Bulharska sám. Bratři přivolali na pomoc Kumány a společně císařův útok odrazili. Isaakios poté ještě dvakrát táhl do Bulharska, ale ani jednou neuspěl. Při druhé výpravě uzavřeli bratři s císařem mír, ve kterém byla uznána bulharská samostatnost (roku 1187). Jako potvrzení míru se do Konstantinopole vydal jako rukojmí mladší bratr Asena I., Joanica (pozdější car Kalojan). Někdy v této době se Petr II. vzdal vrchní vlády ve prospěch Asena a sám si podržel kontrolu jen nad dílčími územími, které spravoval v souladu s politikou Asena I., který byl celou dobu vůdčí osobností. Asen I. chtěl využít (stejně jako srbský župan Štěpán Nemanja) III. křížové výpravy a tažení Friedricha Barbarossy do Svaté země k upevnění svých pozic proti Byzanci. Císař Barbarossa ale nabídku nepřijal, nechtěl se moc zdržovat ve výpravě. Roku 1191 uzavřel Isaakios koalici proti Asenovi a Nemanjovi s uherským králem Bélou III. Alexiem, ale toto spojení nemělo dlouhého trvání: roku 1195 byl Isaakios na tažení proti Asenovi I. sesazen a oslepen svým bratrem Alexiem (III.) a navíc 23. dubna 1196 skonal i Béla III. a jeho nástupce Emerich měl problémy doma. Ale Asen nedokázal, nebo spíše nemohl, oslabení nepřátel využít.

## Skon a dědictví
Svou politikou upevňující uvnitř státu centrální moc si Asen nadělal velké množství nepřítel mezi bývalými souputníky - bojary. Ještě roku 1196 byl Asen I., který ohromnou měrou přispěl k samostatnosti vlasti, zavražděn vůdcem bojarského povstání, svým bratrancem Ivankem. Na trůn nakrátko nastoupil opět Petr II. který byl ale také zabit (1197) a vlády se ujal nejmladší z bratrů, Joanica (jako Kalojan), který mezitím uprchnul z Konstantinopole a stal se spoluvládcem Petra II. Starší syn Asena I., Ivan Asen II., dovršil úsilé svého otce a strýců a nakrátko vybudoval z Bulharska velmoc.